# Appilly
Appilly ist eine französische Gemeinde mit 505 Einwohnern (Stand 1. Januar 2022) im Département Oise in der Region Hauts-de-France. Sie gehört zum Arrondissement Compiègne, zum Kanton Noyon und zum Kommunalverband Pays Noyonnais.

## Geografie
Appilly liegt an der Oise auf einer mittleren Höhe von 48 Metern über dem Meeresspiegel, 75 Kilometer nordwestlich von Reims, 27 Kilometer nordwestlich von Soissons, dem Sitz der Unterpräfektur des Arrondissements, und etwa 9 Kilometer östlich von Noyon, dem Kantonshauptort. Die Ortschaft ist von den Nachbargemeinden Mondescourt, Brétigny und Quierzy umgeben. Das Gemeindegebiet hat eine Fläche von 4,47 Quadratkilometern.
Appilly ist einer Klimazone des Typs Cfb (nach Köppen und Geiger) zugeordnet: Warmgemäßigtes Regenklima (C), vollfeucht (f), wärmster Monat unter 22 °C, mindestens vier Monate über 10 °C (b). Es herrscht Seeklima mit gemäßigtem Sommer.

## Geschichte
Die Seigneurie Appilly wurde am 2. Mai 708 erstmals urkundlich erwähnt und gehörte damals der Abtei Saint-Bertin in Saint-Omer. Gegen Ende des 10. Jahrhunderts bestätigte der französische König Lothar, dass Appilly der Abtei Saint-Eloy in Noyon unterstand. Die Ortschaft bestand aus drei Lehen, das nördliche Lehen um die heutige Mairie gehörte der Abtei Saint-Eloy in Noyon, das Lehen der Seigneurs von Varesnes wurde Canny genannt, das dritte Lehen hieß Offémont und gehörte den Seigneurs von Nesle. Das nördliche Lehen verfügte über ein Herrenhaus und eine Zehntscheune. 1218 gelangte es in weltlichen Besitz, seine Seigneurs benannten sich nach der Ortschaft. Im Hundertjährigen Krieg (1337–1453) wurde es durch die Bourguignons zerstört. Das Herrenhaus wurde im 17. Jahrhundert in einen Bauernhof umgewandelt und 1615 an den Marquis von Nantouillet (Département Seine-et-Marne) verkauft. Wie die Ortschaften Mondescourt, Pontoise-lès-Noyon und Babœuf gelangte das Lehen Canny, schließlich in den Besitz der Seigneurs von Varesnes. 1622 verschenkte Louis de Barbançon Canny an Louis Antoine Duprat, marquis de Nantouillet.

### Geschichte Estays
Spuren von Besiedlung in gallo-römischer Zeit (52 v. Chr. bis 486 n. Chr.) wurden 1803 im Weiler Estay entdeckt. Das Lehen Estay gelangte 1155 in den Besitz des Klosters Longpont. 1609 gehörte das Lehen Joram de Vrévin, einem Generalleutnant der Bailliage und Prévoté von Chauny, im 18. Jahrhundert der Familie Méniolle d´Armancourt.

### Bevölkerungsentwicklung
| 1962 | 1968 | 1975 | 1990 | 2008 | 2018 |
| ---- | ---- | ---- | ---- | ---- | ---- |
| 386  | 406  | 582  | 515  | 489  | 544  |

## Kultur und Sehenswürdigkeiten
Das Schloss von Estay wurde 1766 erbaut. Im Wohngebäude sind Teile erhalten, die aus den Jahren 1766 und 1782 stammen. Das Taubenhaus wurde ebenfalls im 18. Jahrhundert errichtet. Die anderen Elemente des Vorhofs stammen aus dem Anfang des 19. Jahrhunderts und aus den Jahren 1925 und 1930. Das Schloss steht inmitten eines Englischen Landschaftsgartens. Es befindet sich im Privatbesitz.
Die Pfarrkirche Saint-Martin wurde im 19. Jahrhundert erbaut, zerstört und im 20. Jahrhundert wieder errichtet. In der Kirche steht eine Statue der Jungfrau mit dem Kinde aus dem 16. Jahrhundert, die 1913 als Monument historique (‚historisches Denkmal‘) klassifiziert wurde. Auf dem Friedhof an der Kirche befindet sich das Grab von Urevin seigneur d’Estay aus dem Jahr 1636.

## Wirtschaft und Infrastruktur
Die Mühle von Appilly wurde 1151 erstmals urkundlich erwähnt. Es handelte sich um eine Getreidemühle, die von Bach Grandrû angetrieben wurde. Im 17. Jahrhundert gehörte sie zum Lehen Canny. Sie wurde 1830 modernisiert und gegen Ende des 19. Jahrhunderts restauriert, wurde dann aber im Ersten Weltkrieg (1914–1918) zerstört.
1829 wurde auf dem Gelände des Schlosses von Estay eine Zuckerfabrik für die Verarbeitung von Zuckerrüben eingerichtet. 1851 wurden dort 90 Saisonarbeiter beschäftigt. 1893 stellte die Fabrik die Produktion ein.
Die ehemalige Molkerei von Appilly gehörte zum Unternehmen Laiterie des Fermiers Réunis mit Sitz in Paris. 1962 beschäftigte das Unternehmen noch über zehn Personen.
Südlich des Ortskerns verläuft ein Seitenkanal der Oise, die Schleuse Saint-Hubert liegt im Südwesten.
Appilly verfügt über einen Bahnhof, er wird von Zügen der Linie Paris-Nord – Busigny (Département Nord) der TER Picardie angefahren.
Auf dem Gemeindegebiet gelten geschützte geographische Angaben (IGP) für Geflügel (Volailles de la Champagne).